# Seychelles aux Jeux paralympiques
Les Seychelles ont participé pour la première fois aux Jeux paralympiques aux Jeux paralympiques d'été de 1992 à Barcelone. Elles n'ont remporté aucune médaille dans cette compétition.   